# Elmalı (Orta)
Elmalı is een gemeente in het Turkse district Orta en telt 2884 inwoners (2000).
Centrale districtsplaats (İlçe Merkezi): Orta
Gemeenten (Beldeler): Dodurga · Elmalı · Kalfat · Özlü · Yaylakent
Dorpen (Köyler):
Buğurören · Büğdüz · Derebayındır · Doğanlar · Elden · Gökçeören · Hasanhacı · Hüyükköy · İncecik · Karaağaç · Kayılar · Kayıören · Kırsakal · Kısaç · Ortabayındır · Sakaeli · Sakarcaören · Salur · Sancar · Tutmaçbayındır · Yenice · Yuva